# Aindling
Aindling település Németországban, azon belül Bajorországban. Lakosainak száma 4711 fő (2023. december 31.).

## Népesség
A település népessége az elmúlt években az alábbi módon változott:
| Lakosok száma | 708  | 768  | 2954 | 3471 | 4303 | 4326 | 4348 | 4414 | 4619 | 4711 |
|               | 1864 | 1925 | 1970 | 1987 | 2011 | 2013 | 2015 | 2017 | 2021 | 2023 |